# 関之
関 之（せき いたる、1903年3月19日 - 2001年4月25日）は、検事、弁護士。
長野県諏訪郡湖南村（諏訪市）出身。小学校卒業後、専門学校検定試験（専検）合格。第一高等学校を経て、1932年東京帝国大学法学部卒。1934年検事となり、東京控訴院検事などをへて、1948年発足した人権擁護局の第一課長。1949年東京高検検事、1952年公安調査庁総務部長となり、破壊活動防止法や人権擁護委員法の草案を作成する。1963年最高検察庁検事、1966年総務部長。同年弁護士に転じ、中央学院大学教授。1974年定年退任。墓所は多磨霊園(17-1-8)

## 著書
- 『経済犯罪の事実摘示例の研究』松華堂　1942
- 『経済犯罪概説』松華堂　1943
- 『青少年と法律』文憲堂　1943
- 『経済法運用の基礎知識』新警察社　1947
- 『主食と物価の統制刑罰法令の解説』新警察社　1948
- 『人身保護法釈義』巌松堂書店　1948
- 『徳川・明治・大正・昭和著名裁判録』巌松堂　1948　のち大空社
- 『労働刑法概論』法律新報社　1948
- 『改正刑事訴訟法要義』新警察社　1949
- 『戦後法令総覧 第1巻 (自昭和20年至昭和22年)』桜門出版　1949
- 『人権宣言今昔物語』聯合出版社　1950
- 『犯罪捜査と人権侵犯の限界』新警察社　1950
- 『思想・言論の自由とその限界』白亜書房　1952
- 『破壊活動防止法解説』新警察社　1952
- 『破壊活動防止法とその運用』新日本経済社　1952
- 『破壊活動防止法の解釈』佐藤功共著　学陽書房　1952
- 『破壊活動防止法の解説』文化研究社　1952
- 『ハンガリー動乱を中心とする東欧問題の研究 共産主義の行方』経済往来社　1957
- 『近代人権宣言論』勁草書房　1965　人権思想研究叢書
- 『長善館物語 諏訪郷友会九十五周年・長善館九十年沿革史』諏訪郷友会　1981
- 『大学における私の教育実験の報告』中央学院大学総合科学研究所　1987

## 参考
- 『長野県人名鑑』信濃毎日新聞社、1974年
- 宝月圭吾編 『長野県風土記』 旺文社、1986年